# Demivka, Jîdaciv
Demivka (în ucraineană Демівка) este un sat în comuna Zaricine din raionul Jîdaciv, regiunea Liov, Ucraina.

## Demografie
Componența lingvistică a localității Demivka
     Ucraineană (100%)
Conform recensământului din 2001, toată populația localității Demivka era vorbitoare de ucraineană (100%).